# Palaquium gutta
Palaquium gutta es un árbol originario del archipiélago indomalayo de gran valor industrial (año 1977), de cuyo látex se extrae la conocida gutapercha de múltiples aplicaciones. Es cultivado para ese fin en el resto del mundo (1977) y conocido en Argentina como árbol de la gutapercha.

## Descripción
Como descripto en la Enciclopedia Argentina de Agricultura y Jardinería: "Árbol de hojas coriáceas, elípticas u obovadas, de 10-15 cm de largo, bruscamente acuminadas, con la cara inferior cubierta de pubescencia rojiza. Flores pequeñas, cortamente pediceladas, dispuestas en fascículos axilares o a lo largo de las ramas defoliadas. Fruto baya ovoide, pequeña".

## Distribución
"Archipiélago indomalayo".

## Usos
Al menos en Argentina en 1977 poseía "gran valor industrial; de su látex se extrae la conocida gutapercha de múltiples aplicaciones, especialmente en odontología y especial para aislar cables eléctricos submarinos. Se reproduce por semillas".

## Taxonomía
La Enciclopedia Argentina de Agricultura y Jardinería indica los autores:
- Palaquium gutta (Hook.) Burck.

Y la sinonimia:
- Isnandra gutta Hook.